# فيرنر الثاني كونت هابسبورغ
فيرنر الثاني (توفي. 19 أغسطس 1167)؛ أصبح كونت هابسبورغ، وأيضا يدعى أحياناً بـ فيرنر الثالث، بحيث أنه عضو في أسرة هابسبورغ، وجد الأكبر لـ رودولف الأول ملك ألمانيا.
فيرنر هو ابن أوتو الثاني كونت هابسبورغ وهيلدا من بفيرت، وأيضا له عقارات واسعة في ألزاس العليا، وأيضا طالب بمنطقة بريغنز بين عامي 1664 حتى 1666، توفي في إيطاليا بعد معركة توسكولوم عندما انتشر الطاعون بين الجيش الإمبراطوري.

## الذرية
تزوج فيرنر من إيتا من زتركبيرغ، وأنجبت له:-
- ألبرخت الثالث كونت هابسبورغ.
- أوتو الثالث، أصبح أسقف كونستانس.
- ريتشنزا، تزوجت من كونت بفيرت.
- جيرترود، تزوجت من كونت مونتبليار.